# Baba Nazar
Baba Nazar – wieś w Iranie, w ostanie Azerbejdżan Zachodni, w szahrestanie Takab. W 2006 roku liczyła 679 mieszkańców.